# Dypsis cookei
Espèce
Statut de conservation UICN

 CR D : 
En danger critique
Dypsis cookei est une espèce de palmiers (Arecaceae), endémique de Madagascar. En 2012 elle est considérée par l'IUCN comme une espèce en danger critique d’extinction. Alors qu'en 1995 elle était considérée comme une espèce en danger d’extinction.

## Répartition et habitat
Cette espèce est endémique aux hautes montagnes de Marojejy dans le nord de Madagascar. Elle est présente entre 1 000 et 1 100 m d'altitude. Elle pousse dans les forêts de montagnes, sur les pentes escarpées.